# Jacob Born der Ältere

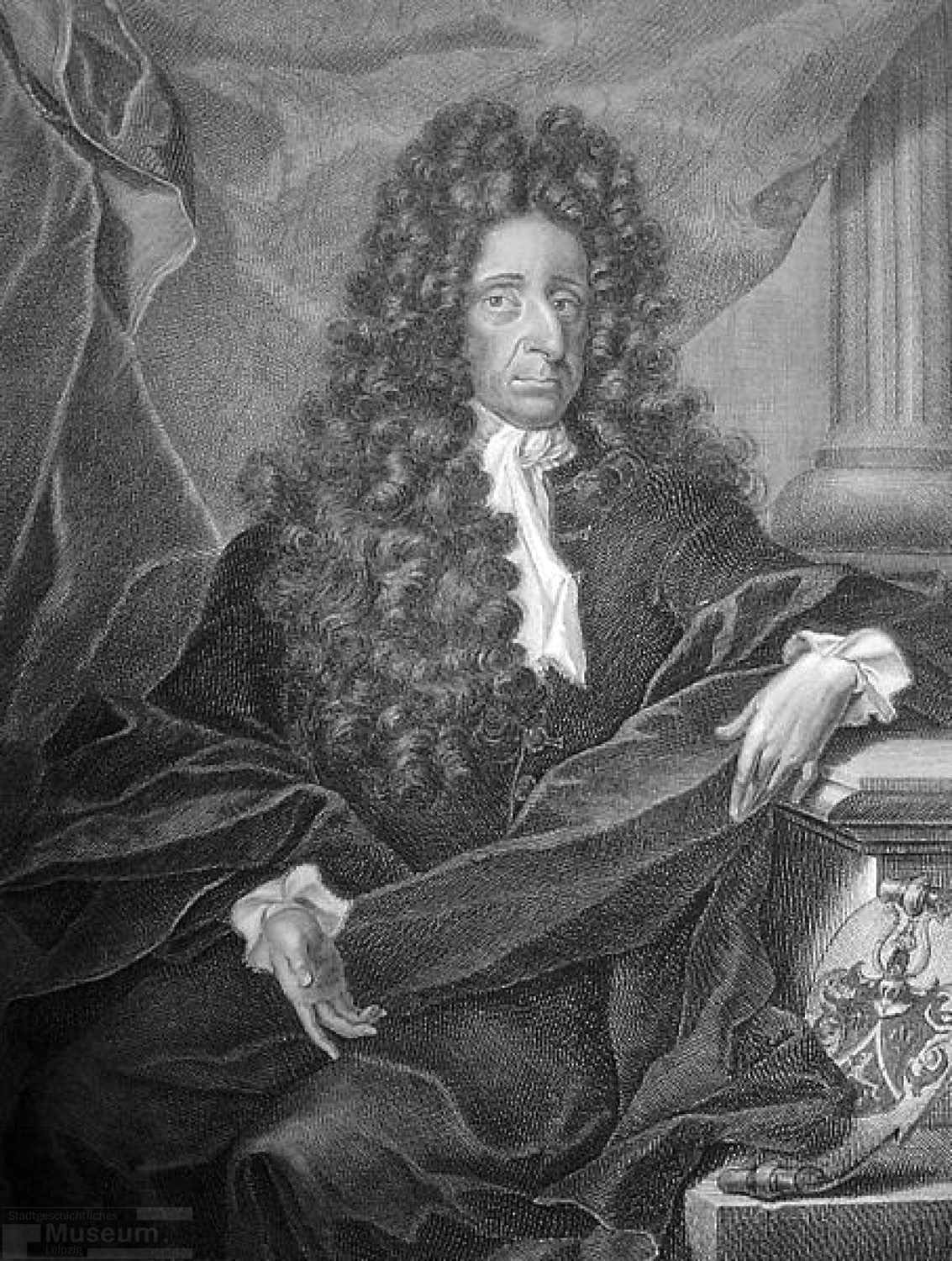
Jacob Born (der Ältere)

Jacob Born (der Ältere) (* 24. Juli 1638 in Leipzig; † 12. Juni 1709 in Dresden)  war ein kursächsischer Jurist und zwischen 1679 und 1691 in dem Ablöserhythmus der Stadt insgesamt fünfmal Bürgermeister von Leipzig.

## Leben
Jacob Born war der Sohn des Professors der Rechte an der Universität Leipzig Johann Born (1600–1660). Er studierte an den Universitäten von Leipzig, Jena und Straßburg und besuchte niederländische Akademien. 1663 wurde er zum Dr. jur. promoviert.
Bereits 1661 wurde Born in den Rat der Stadt Leipzig gewählt. In seiner juristischen Laufbahn wurde er 1665 Assessor des Schöffenstuhls, 1670 Assessor des Leipziger Konsistoriums und 1683 dessen Direktor sowie 1672 Oberhofgerichtsassessor. Er war ab 1676 Königlich Polnischer und Kursächsischer Appellationsrat und ab 1695 Königlich Polnischer und Kursächsischer Wirklicher Geheimrat und als solcher vom Dresdner Hof in diplomatischen und sonstigen Staatsgeschäften verwendet.
Seinen Einfluss am sächsischen Hofe wollte der Leipziger Rat nutzen und wählte ihn in den Kreis der regelmäßig wechselnden Bürgermeister. Dieses Amt bekleidete er 1679, 1682, 1685, 1688 und 1691.
Born war außerdem  Ordinarius der Juristenfakultät der Universität Leipzig und Domherr zu Merseburg.
Jacob Born war zweimal verheiratet. Seiner ersten 1664 geschlossenen Ehe mit Christine Bexen, Tochter eines Leipziger Ratsherrn, entstammten drei Kinder, von denen jedoch nur der Sohn Johann Franz das Kindesalter überlebte. Mit seiner zweiten Frau Johanna Margarethe Winckler, die er 1679, drei Jahre nach dem Tod seiner ersten Frau, ehelichte, hatte er keine Kinder.

## Anmerkung
1. ↑  Zur Unterscheidung von Jacob Born (dem Jüngeren) (1682–1758), dem Sohn seines Bruders Heinrich  (1644–1708)